# Колчигловы (гмина)
Колчигловы (пол. Kołczygłowy) — сельская гмина (волость) в Польше, входит как административная единица в Бытувский повет, Поморское воеводство. Население — 4315 человек (на 2004 год).

## Демография
| Перепись                       | Всего   | Всего | Женщины | Женщины | Мужчины | Мужчины |
| ------------------------------ | ------- | ----- | ------- | ------- | ------- | ------- |
| Единицы                        | человек | %     | человек | %       | человек | %       |
| Население                      | 4315    | 100   | 2143    | 49,7    | 2172    | 50,3    |
| Плотность населения (чел./км²) | 24,9    | 24,9  | 12,4    | 12,4    | 12,5    | 12,5    |

## Соседние гмины
1. Гмина Божитухом
2. Гмина Дембница-Кашубска
3. Гмина Мястко
4. Гмина Тшебелино
5. Гмина Тухоме